# Salles-de-Belvès

Salles-de-Belvès este o comună în departamentul Dordogne din sud-vestul Franței. În 2009 avea o populație de 76 de locuitori.

## Evoluția populației
| An        | 1975 | 1982 | 1990 | 1999 | 2006 | 2009 |
| --------- | ---- | ---- | ---- | ---- | ---- | ---- |
| Populație | 77   | 84   | 68   | 54   | 66   | 76   |